# Illa Guy Fawkes
Guy Fawkes és un grup d'illes format per dos illots i dues roques en forma de mitja lluna que es troba al nord-oest de l'illa Santa Cruz i a l'oest de la de Baltra, a les illes Galápagos, a l'oceà Pacífic. El grup està deshabitat però de vegades és visitat per submarinistes.
William Beebe va visitar les illes i l'esmentà al seu llibre Galapagos: World's End. Va descriure els penya-segats, fets de capes estratificades de tuf, com a majestuosos i també va assenyalar una població de lleons marins.
L'illa rep el nom de Guy Fawkes, un militar anglès que formà part del grup catòlic anglès que planejà fallidament la conspiració de la pólvora el 1605.